# Abdulrahman Mohamed
Abdulrahman Mohamed (en árabe: عبد الرحمن محمد عبد الله‎; Emiratos Árabes Unidos; 1 de octubre de 1963) es un exfutbolista de los Emiratos Árabes Unidos que jugaba en la posición de defensa.

## Carrera

### Club
Jugó toda su carrera con el Al-Nasr SC de 1984 a 1994 con el que ganó siete títulos.

### Selección nacional
Jugó para Emiratos Árabes Unidos en 33 ocasiones entre 1988 y 1994 anotando cuatro goles, participó en la Copa Mundial de Fútbol de 1990 y en la Copa Asiática 1988.

## Logros
- UAE Pro League: 1

1985-86
- Copa Presidente de Emiratos Árabes Unidos: 3

1984–85, 1985–86, 1988–89
- Copa Federación de EAU: 1

1987-88
- Supercopa de los Emiratos Árabes Unidos: 1

1990
- Jont League: 1

1994-95
- ADNOC Championship Cup: 1

1993